# Goodbye (BZN)
Goodbye is een nummer van de Volendamse band BZN.
Het lied stamt oorspronkelijk uit 1990, toen het verscheen op het album Horizon. Het werd destijds niet op single uitgebracht.
In 2007 kondigde BZN na een carrière van 41 jaar haar afscheid aan. Ter gelegenheid hiervan werd van Goodbye een vernieuwde versie gemaakt, waarbij de coupletten werden herschreven. Het werd in april 2007 uitgebracht als de 69ste en laatste single van de groep. De single bevat twee versies van het nummer: een studio-opname (de laatste studio-opname die BZN maakte) en een live-versie, die opgenomen werd tijdens een van de concerten uit de Final Tour. 
Twee weken na de release van Goodbye overleed manager Jacques Hetsen, wat deze afscheidssingle enigszins overschaduwde.  Goodbye werd ook gebruikt als intro van het televisieprogramma Adieu BZN, waarbij de ontwikkelingen van de groep in hun laatste jaar werden gevolgd.

## Hitverloop
Goodbye kwam de Nederlandse Top 40 binnen zonder eerst in de tipparade te hebben gestaan. Het was de 55ste top 40-hit van BZN, een Nederlands record. De single hield het vier weken vol in de Top 40 en behaalde de 22ste plaats.
In de Single Top 100 was Goodbye succesvoller. Het nummer behaalde in die lijst de zesde plaats. Het was gedurende twee dagen de best verkochte single van Nederland, maar vanwege het meetellen van legale downloads kwam de single niet op nummer 1.
In de Single Top 30 bereikte Goodbye wel de eerste plaats.
| Goodbye in de Nederlandse Top 40 - binnen: 28 april 2007 | Goodbye in de Nederlandse Top 40 - binnen: 28 april 2007 | Goodbye in de Nederlandse Top 40 - binnen: 28 april 2007 | Goodbye in de Nederlandse Top 40 - binnen: 28 april 2007 | Goodbye in de Nederlandse Top 40 - binnen: 28 april 2007 | Goodbye in de Nederlandse Top 40 - binnen: 28 april 2007 |
| Week                                                     | 1                                                        | 2                                                        | 3                                                        | 4                                                        | 5                                                        |
| -------------------------------------------------------- | -------------------------------------------------------- | -------------------------------------------------------- | -------------------------------------------------------- | -------------------------------------------------------- | -------------------------------------------------------- |
| Nummer                                                   | 28                                                       | 23                                                       | 22                                                       | 33                                                       | uit                                                      |